# Simon Vouet

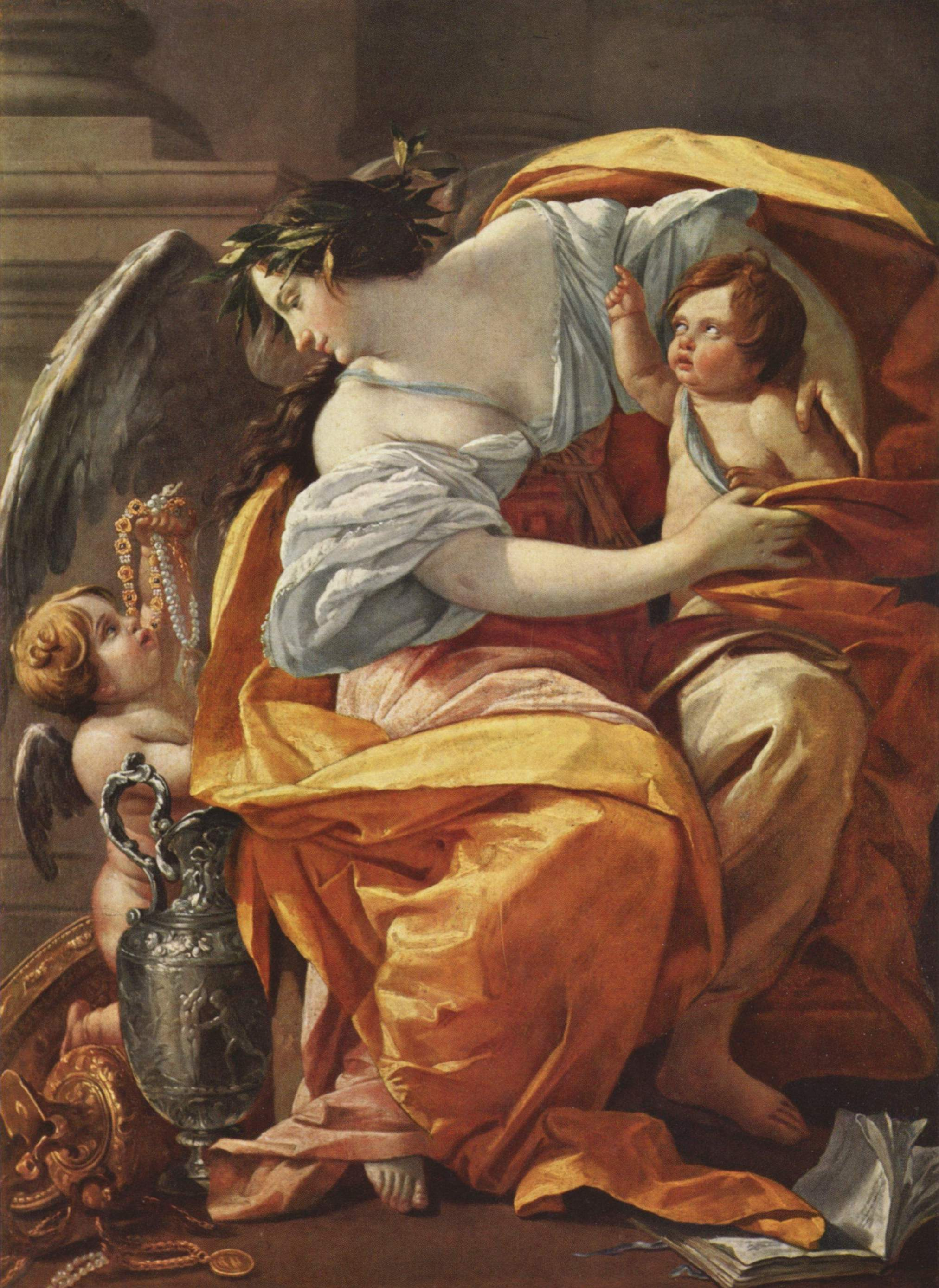
La Riqueza, segundo cuarto del, óleo sobre lienzo, 170 x 124 cm, Museo del Louvre, París.

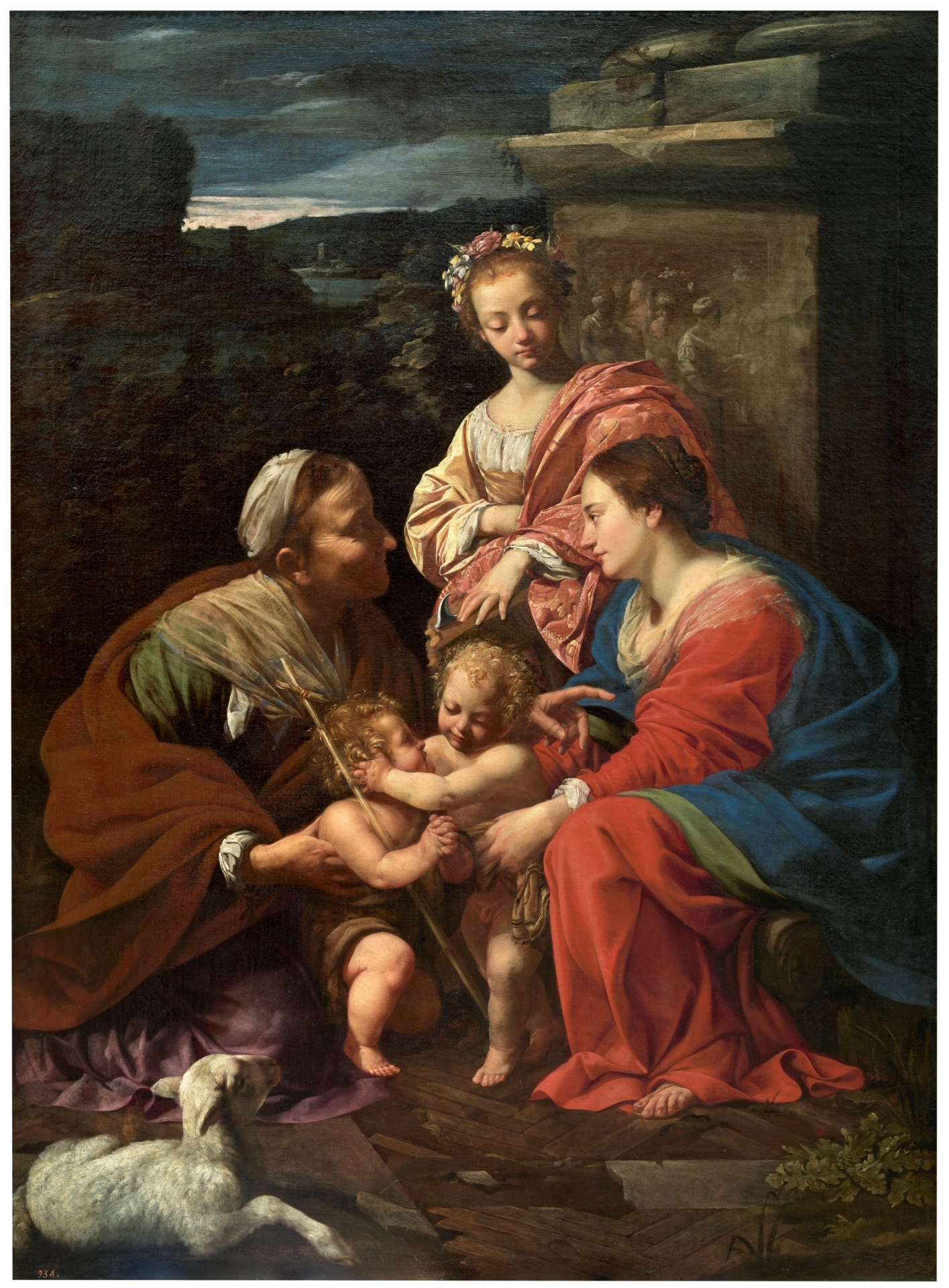
La Virgen y el Niño, con santa Isabel, san Juan Bautista y santa Catalina, 1624 - 1626, óleo sobre lienzo, 182 x 130 cm, Museo del Prado, Madrid.

Simon Vouet (París, 9 de enero de 1590-ídem, 30 de junio de 1649), fue un pintor francés del período barroco. En su primera época fue caravaggista, si bien posteriormente fue clasicista.

## Vida
Hijo del modesto pintor Laurent Vouet, empezó a formarse con su padre a edad muy temprana. Se le puede calificar de niño prodigio pues con apenas catorce años viajó a Inglaterra para pintar un retrato por encargo.
En 1611, igualmente como retratista, viajó a Constantinopla en el séquito del barón de Sancy, embajador de Francia en el Imperio otomano. En 1612 Vouet estaba en Venecia, y en 1614 en Roma.
Tras una larga y fructífera estancia en Italia (1615-1627), donde absorbió por igual influencias de Caravaggio y de boloñeses como Guido Reni, y donde fue nombrado al frente de la Academia de San Lucas en 1624, Vouet regresó a Francia e introdujo allí el estilo barroco italiano, inspirado en la obra de El Veronés, que adaptó a las grandes decoraciones de la época de Luis XIII y de Richelieu. Fue primer pintor del rey. Una gran cantidad de sus obras decorativas más importantes, como las del castillo de Chilly o el Hotel Seguier, no se han conservado hasta el día de hoy.
Simon Vouet es uno de los pintores emblemáticos del barroco francés. Fue amigo de Claude Vignon, uno de los pintores parisinos más activos desde 1623, profesor de Valentin de Boulogne, Michel Dorigny, Charles Le Brun, Pierre Mignard, Eustache Le Sueur, Nicolas Chaperon, Claude Mellan y Abraham Willaerts.
Era hermano de Aubin Vouet.

## Obras en España
Existen varias pinturas relevantes de Vouet en museos españoles.
En el Museo del Prado hay tres: La Virgen y el Niño, con santa Isabel, san Juan Bautista y santa Catalina, procedente de las colecciones reales; una Alegoría del Tiempo y la Belleza (o El tiempo vencido por el amor, la belleza y la esperanza) adquirida en Londres en 1954; y una Niña con paloma, de la que se supone que fue la misma modelo que posó (años después) para la figura de la Belleza en el cuadro alegórico antes citado. Este pequeño retrato se adquirió en 2018 gracias a una campaña de micromecenazgo, la primera promovida por el Prado en un siglo .
El Museo Thyssen-Bornemisza exhibe un gran lienzo con el tema de El rapto de Europa.

## Galería

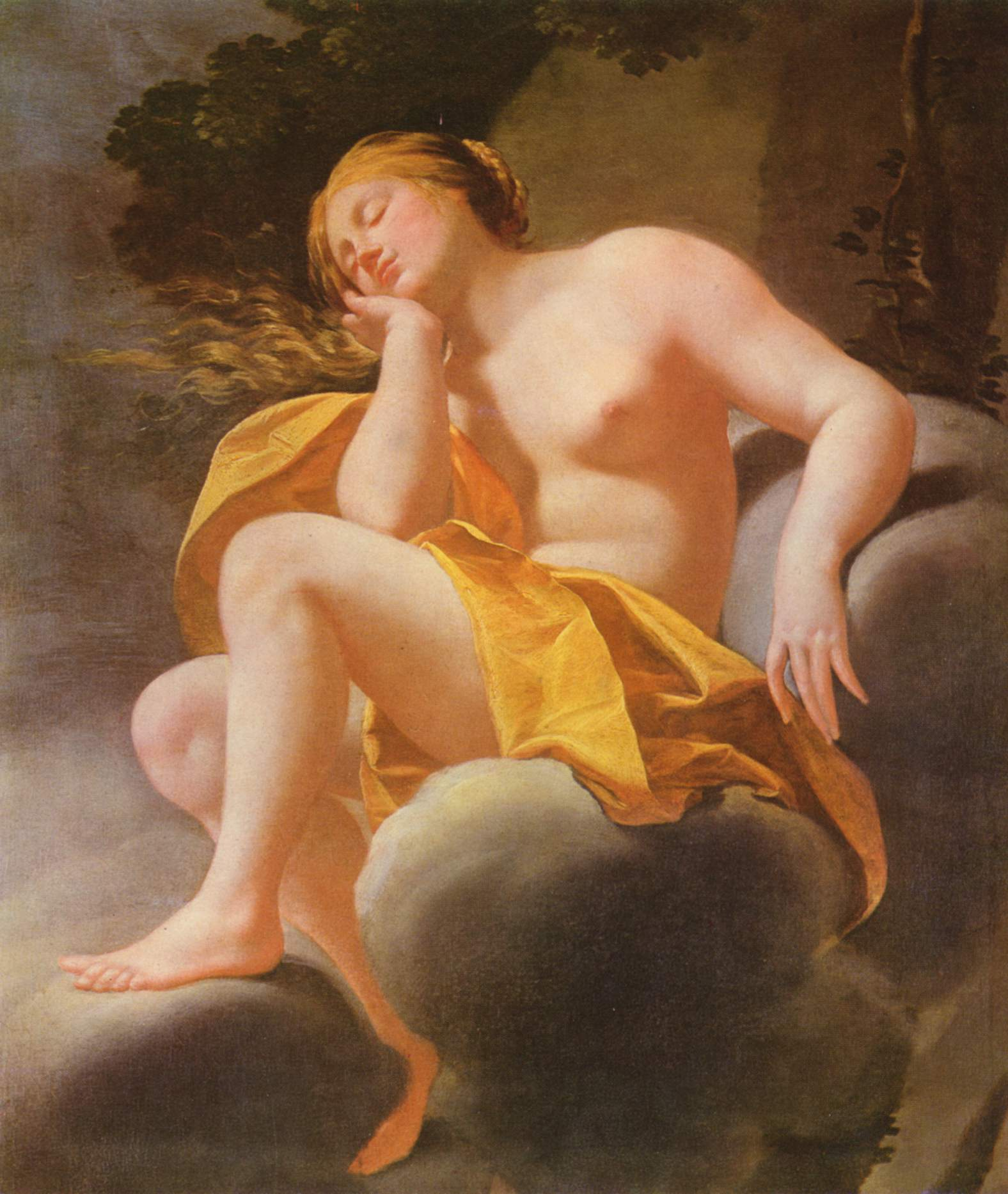
Venus duerme entre las nubes.
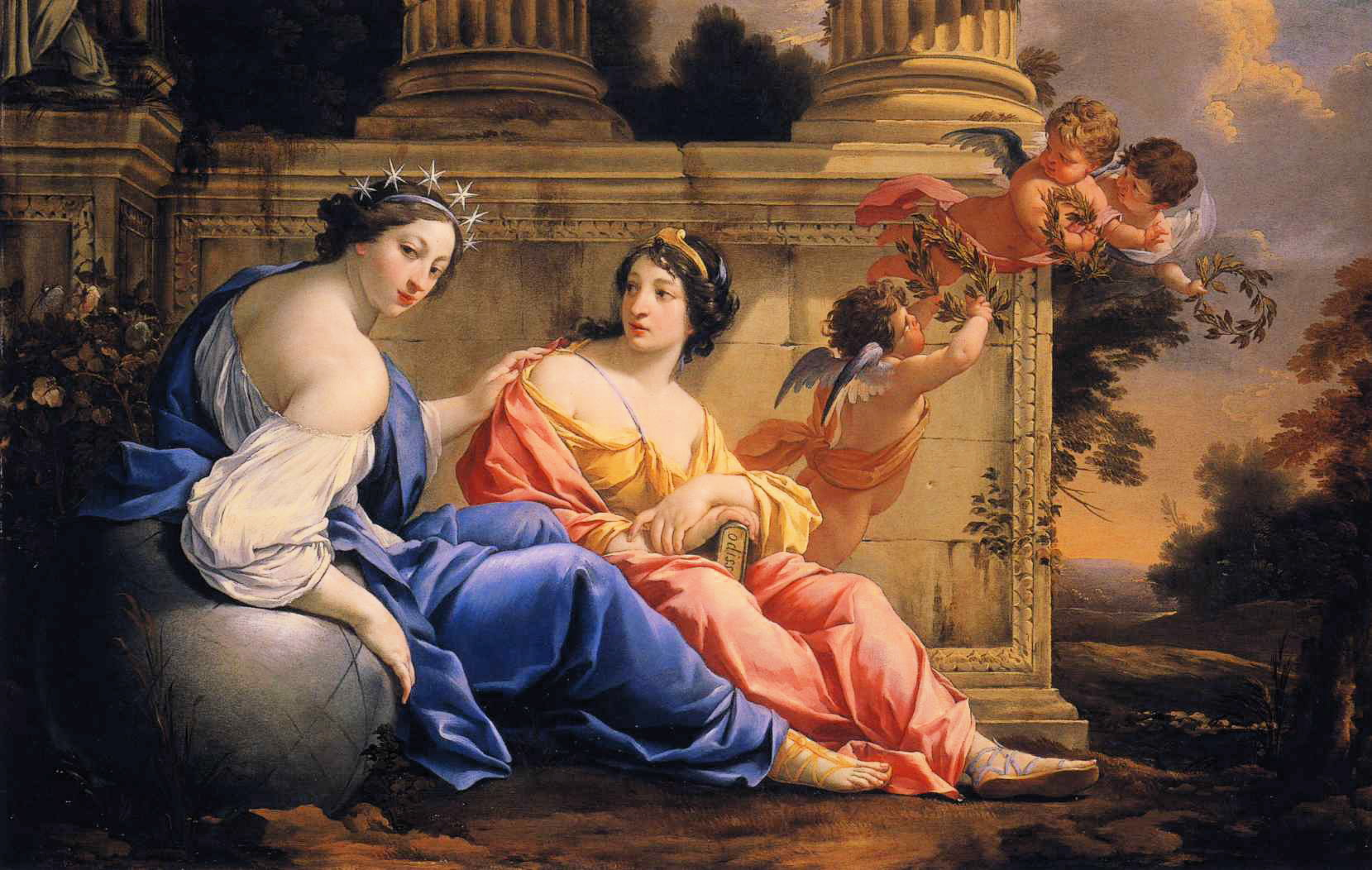
Las musas Urania y Caliope, 1634.
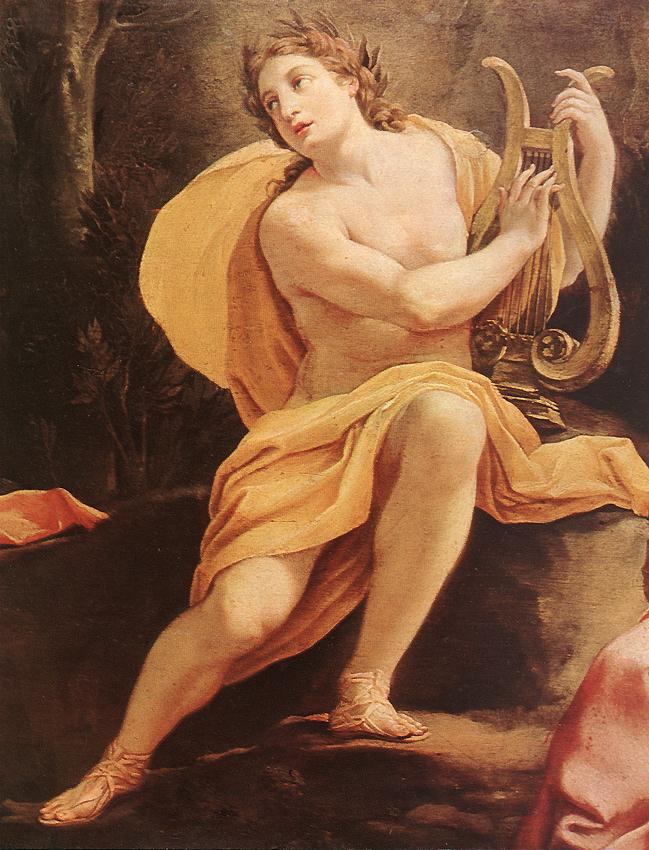
El Parnaso o Apolo y las musas, 1640.
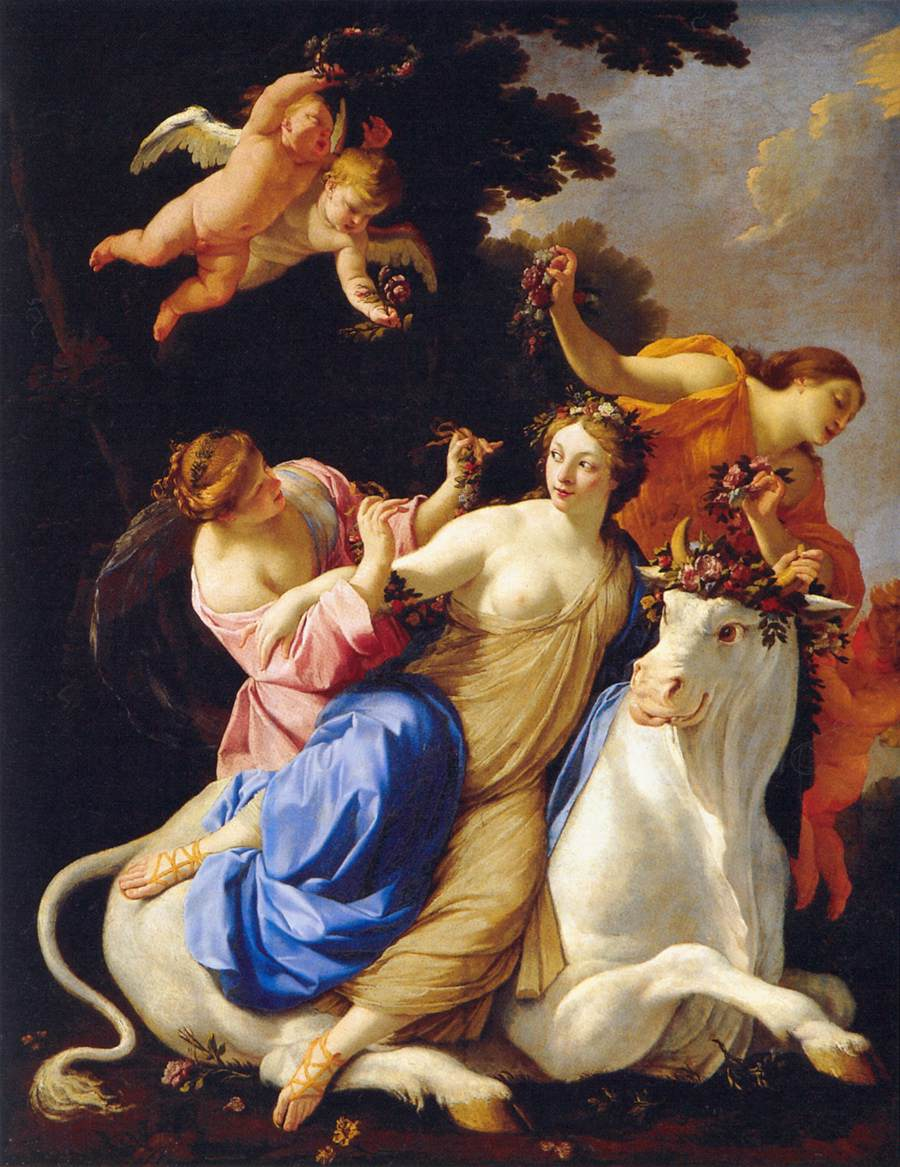
El rapto de Europa, 1640.
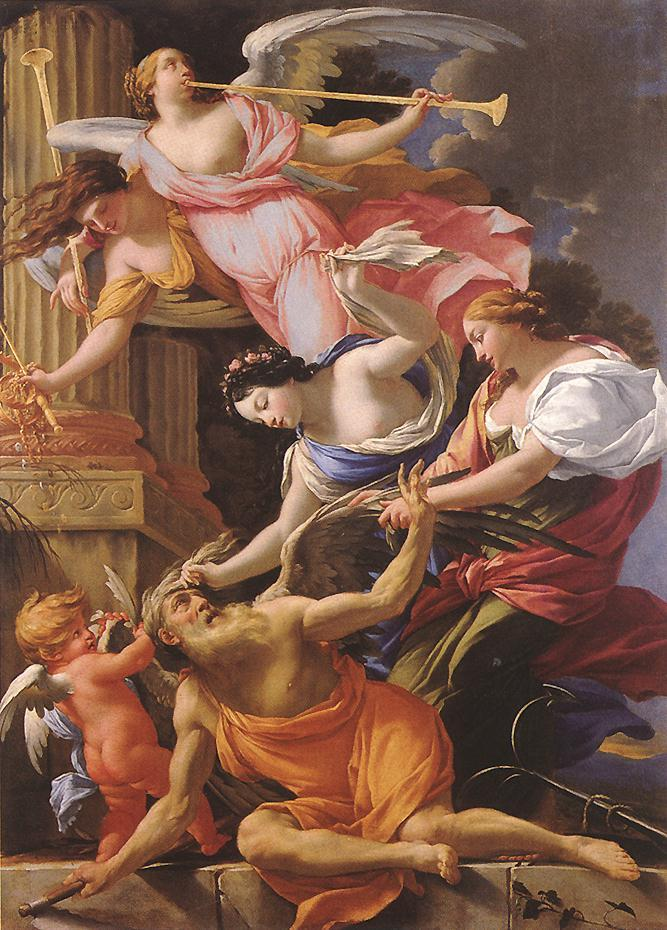
Saturno vencido por el Amor, Venus y la Esperanza..
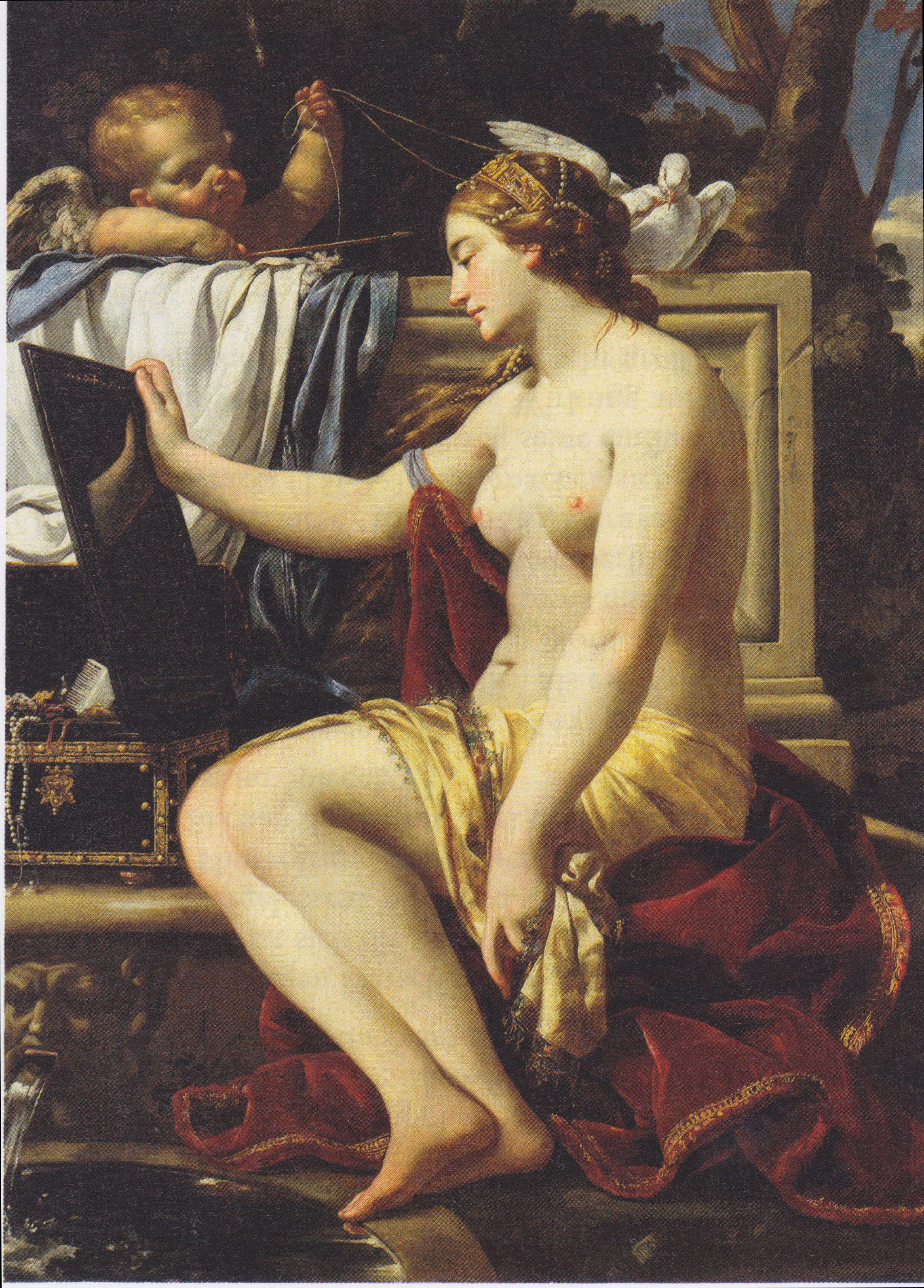
La Venus del espejo, 1640.